# Mödlareuth
Mödlareuth ist ein Dorf mit 55 Einwohnern, das zum Teil im Freistaat Thüringen (Saale-Orla-Kreis mit 34 Einwohnern) und im Freistaat Bayern (Landkreis Hof mit 21 Einwohnern) im Vogtland liegt. 41 Jahre lang verlief die innerdeutsche Grenze mitten durch das Dorf entlang des Tannbachs.

## Geschichte
Etwa seit dem 8. Jahrhundert gab es im Gebiet um Mödlareuth eine dünne, überwiegend slawische, aber auch die Kultur anderer Stämme einbeziehende Besiedlung. Kirchenpolitisch trafen dort, nach der Missionierung durch Bonifatius, die Bistümer Zeitz (nordöstlich) und Würzburg (südwestlich) aufeinander. Die Diözesangrenzen waren jedoch noch nicht klar umrissen. Bei der Verlegung des Bischofssitzes Zeitz nach Naumburg und der Gründung des Bistums Bamberg um 1007 durch König Heinrich II. wuchs dem Gebiet in dem Maße eine Relevanz als Bistumsgrenze zu, als sich mit dem Bezirk der umfangreichen Königspfarrei Hof, der politisch mit dem Reichsgebiet Regnitzland zusammenfiel, ab 1032 hier kirchliches Leben entfaltete.
Das Bestehen des Ortes Mödlareuth lässt sich urkundlich bis zum 19. Februar 1289 zurückverfolgen.
Im 16. Jahrhundert wurde der Tannbach, der durch Mödlareuth fließt, als Grenze zwischen dem Markgraftum Bayreuth und der Herrschaft Reuß-Lobenstein festgelegt. 1810 wurde daraus die neue Grenze zwischen dem Königreich Bayern und dem Fürstentum Reuß-Lobenstein. Auf die Bevölkerung wirkte sich diese Grenzziehung jahrhundertelang nur wenig aus. Es gab nur eine Schule und nur ein Wirtshaus, die sich im reußischen Teil von Mödlareuth befanden. Zur Kirche ging man in das benachbarte bayerische Pfarrdorf Töpen. Weiterhin existierte ein gemeinsamer Mödlareuther Männergesangverein.

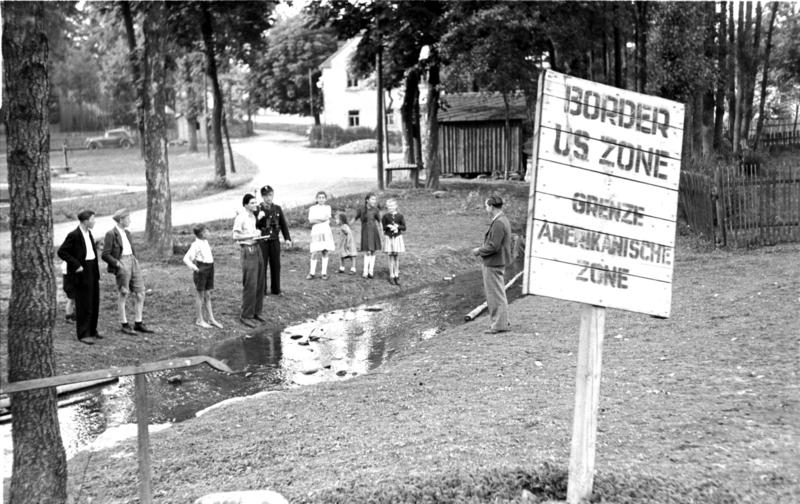
Tannbach als Grenze in Mödlareuth (1949)

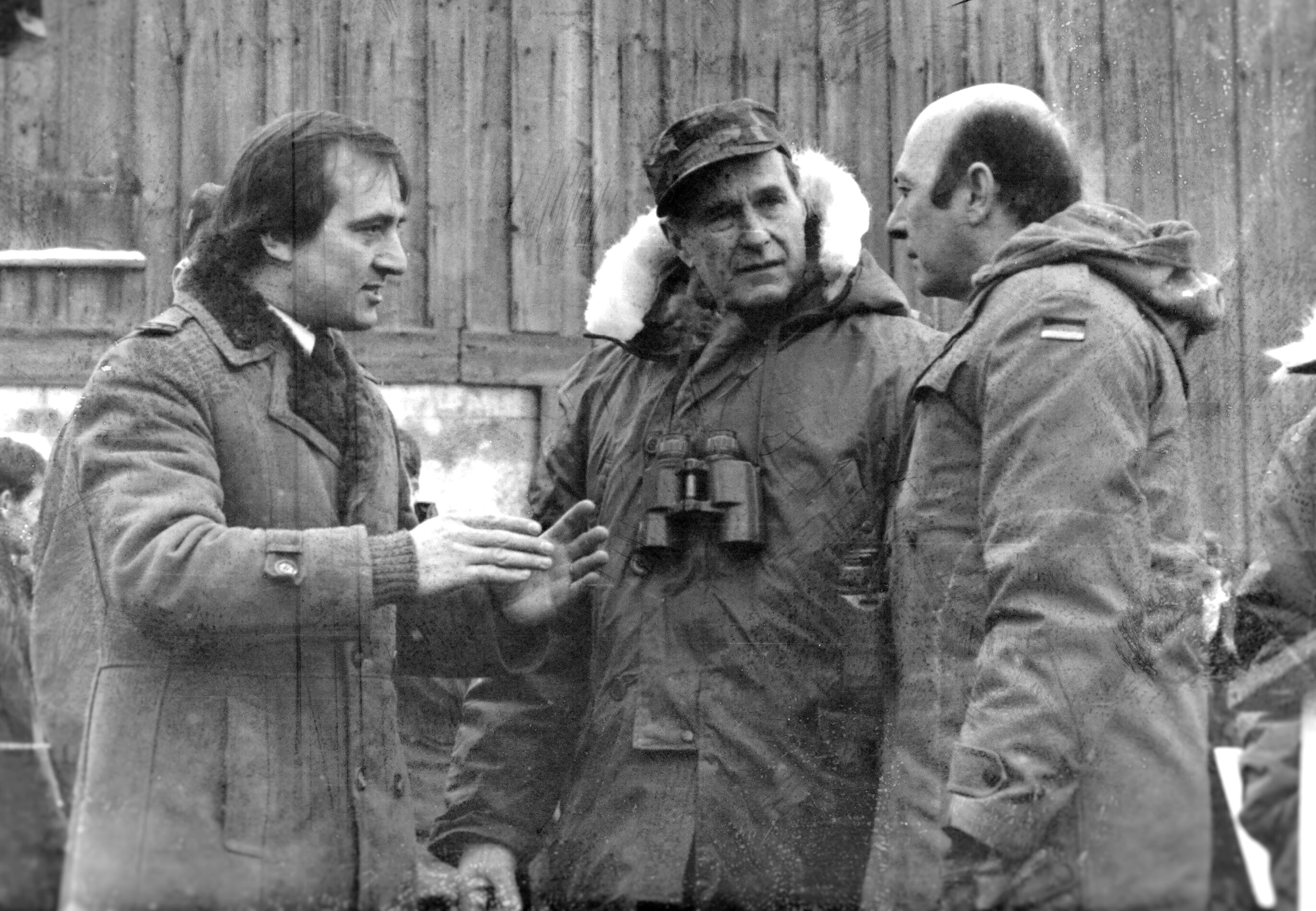
Am 5. Februar 1983 besuchte US-Vize-Präsident George H. W. Bush Mödlareuth (von links: Arnold Friedrich, George Bush, Manfred Wörner)

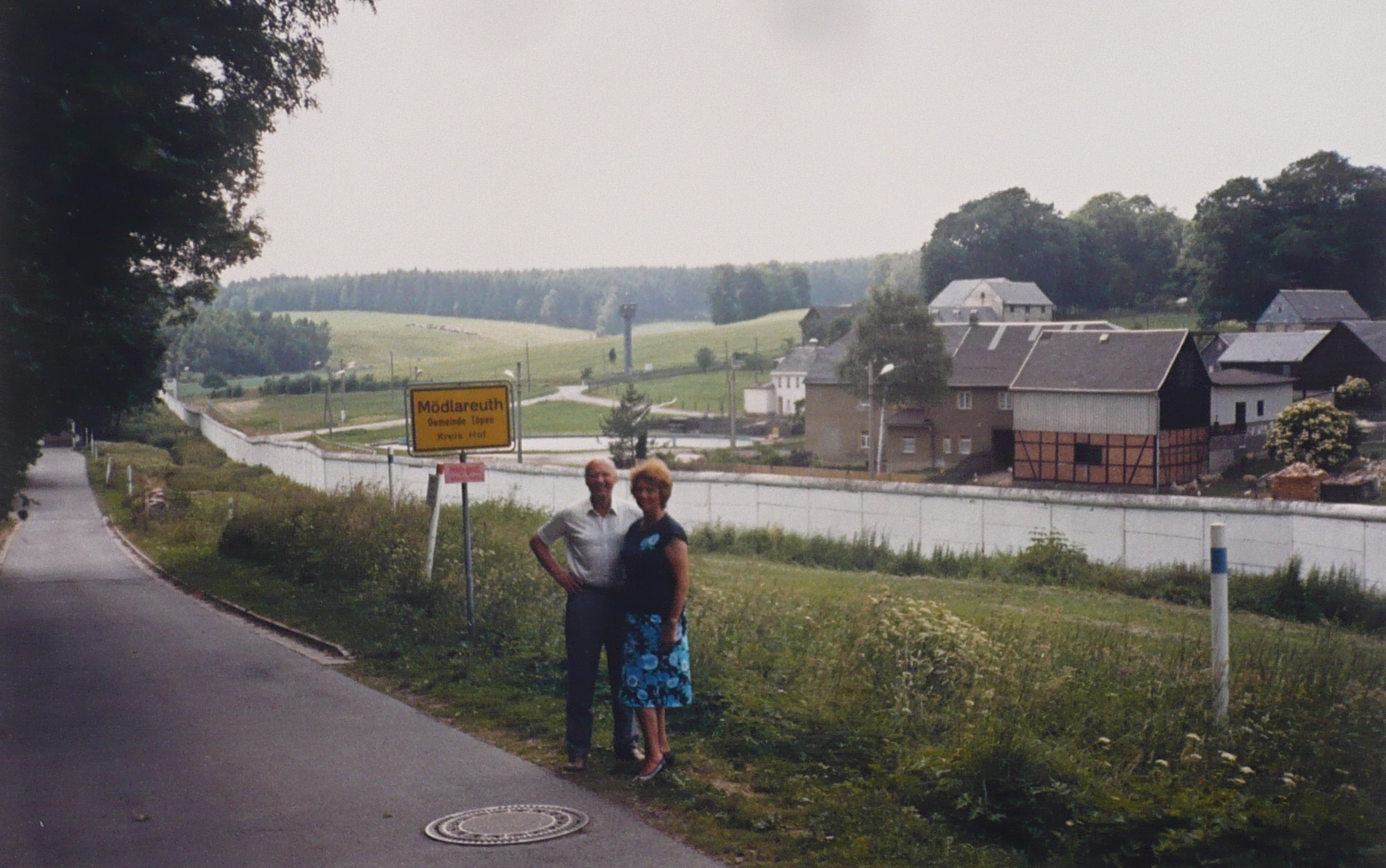
Grenze von der bayerischen Seite, im Hintergrund der hohe Wachturm Typ BT-11 (Juni 1989)

1945 kam Thüringen, zu dem das frühere Fürstentum Reuß seit 1920 gehörte, zur sowjetischen, Bayern hingegen zur amerikanischen Besatzungszone. Als 1949 die Gründung der Bundesrepublik Deutschland und die Gründung der DDR erfolgte, verlief durch den Ort die Grenze zwischen beiden deutschen Staaten. Der Verkehr zwischen den beiden Teilen war nun nur noch mit Passierschein und „kleinem Grenzschein“ möglich. Mödlareuth-Nord gehörte zur Deutschen Demokratischen Republik (Land Thüringen) und Mödlareuth-Süd zur Bundesrepublik Deutschland (Freistaat Bayern).
Ab 1952 begann die DDR damit, die innerdeutsche Grenze einseitig von Osten her mit Sperranlagen zu versehen, um die „Republikflucht“ ihrer Bürger zu verhindern. Mödlareuth lag fortan im sogenannten Schutzstreifen der DDR-Grenze und durfte von Bundesbürgern bis 1989 gar nicht und durch DDR-Bürger von außerhalb des Sperrgebietes nur noch mit besonderer Genehmigung betreten werden. Aus Sicht des SED-Regimes „unzuverlässige“ Bewohner grenznaher Gebiete wurden zwangsumgesiedelt (sog. „Aktion Ungeziefer“), so auch einige Bewohner von Mödlareuth. Die direkt an der Grenze stehende Obere Mühle wurde abgerissen, nachdem ihren Bewohnern kurz zuvor noch die Flucht in das nur einen Schritt entfernte Bayern gelungen war.
1952 wurde auf DDR-Seite zunächst ein übermannshoher Bretterzaun errichtet, der 1958 durch einen Stacheldrahtzaun ersetzt wurde. Im Jahr 1966 errichteten die Grenztruppen der DDR eine Betonmauer ähnlich der Berliner Mauer, wie sie auch bei anderen Orten direkt an der Grenze als Sperrmauer und Sichtblende entstand. Lediglich im Jahr 1973 gelang es einem DDR-Bürger, die Mauer bei der Unteren Mühle (die danach von den DDR-Grenztruppen abgerissen wurde) zu überwinden und in die Bundesrepublik zu flüchten. Außerhalb der eigentlichen Ortslage von Mödlareuth bestanden die DDR-Grenzsperranlagen aus einem Metallgitterzaun, an dem bis 1983 auch Selbstschussanlagen montiert waren.
In den Jahrzehnten der deutschen Teilung stand der DDR-Teil des Dorfes Tag und Nacht unter schärfster Bewachung, während sich die Mauer auf bundesdeutscher Seite zu einer Touristenattraktion entwickelte. Die in der Region stationierten amerikanischen Soldaten gaben dem Ort den Spitznamen Little Berlin.

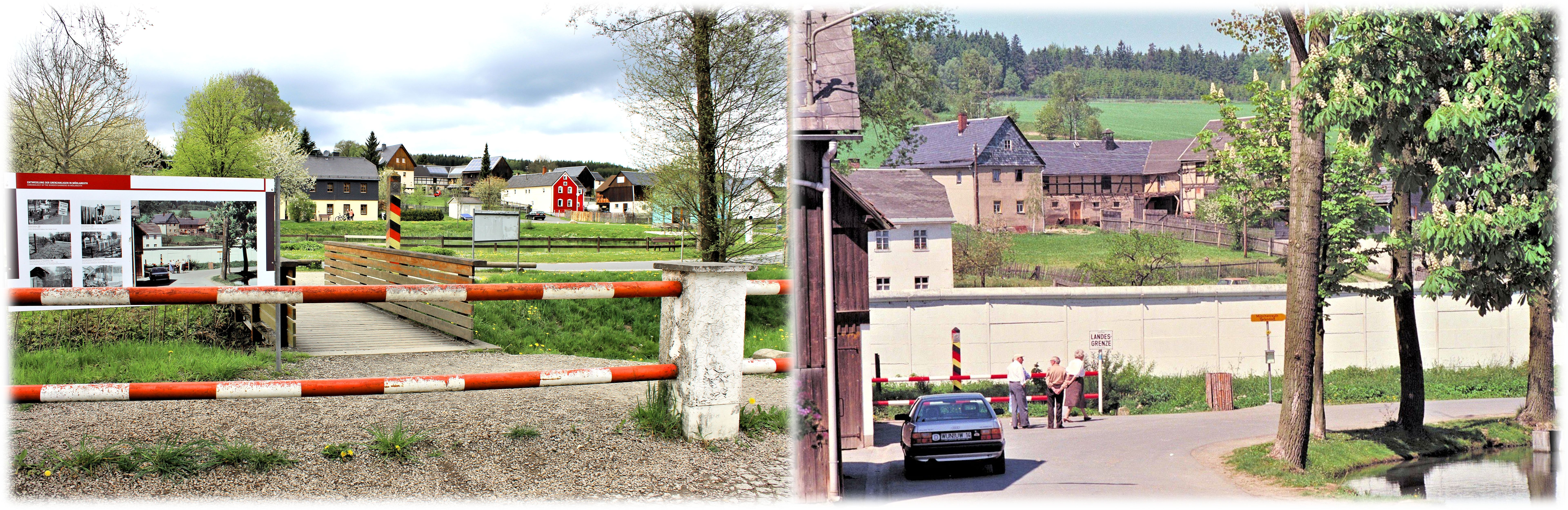
Von gleicher Stelle fotografiert: Blick vom bayerischen ins thüringische Mödlareuth. Das linke Bild entstand 2017; das rechte Bild ist einer Infotafel entnommen und zeigt die Örtlichkeit bis 1989.

Die politische Wende in der DDR und die Öffnung der innerdeutschen Grenze am 9. November 1989 führten dazu, dass auf Druck der Mödlareuther am 9. Dezember 1989 ein Grenzübergang für Fußgänger in Mödlareuth eröffnet werden konnte. Am 17. Juni 1990 wurde ein Teilstück der Mödlareuther Mauer auf Initiative der beiden „Ortsbürgermeister“ Arnold Friedrich und Herbert Hammerschmidt durch einen Bagger abgerissen. Ein Teilstück blieb als Mahnmal erhalten und ist heute Bestandteil des Deutsch-Deutschen Museums Mödlareuth. Der Fotograf und Filmemacher Arndt Schaffner widmete einen Großteil seines Schaffens der Dokumentation der deutschen Teilung am Beispiel von Mödlareuth und gehört zu den Mitinitiatoren des Museums.

## Mödlareuth heute
Der thüringische Teil des Dorfes Mödlareuth gehört heute zur Stadt Gefell, der bayerische Teil zur Gemeinde Töpen.
In Mödlareuth befindet sich seit 1994 das Deutsch-Deutsche Museum Mödlareuth mit Exponaten zur innerdeutschen Grenze und einem Freibereich mit einem Originalstück der Mauer, das nach der Wiedervereinigung als Mahnmal erhalten wurde, und einer nachgebauten Sperranlage, wie sie für die Grenze der DDR typisch war.

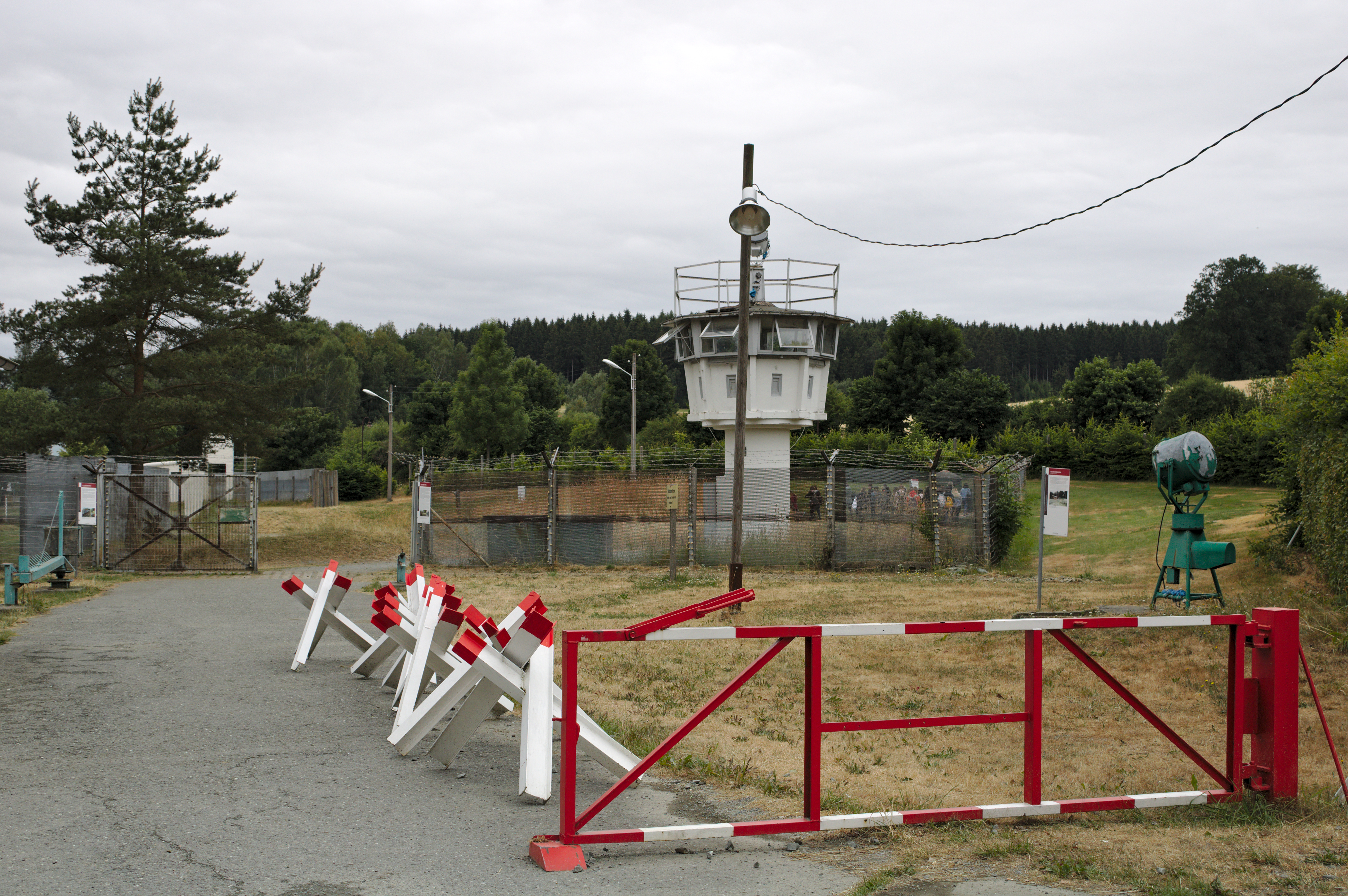
Freilichtmuseum – der niedrige Wachturm stand an der Papierfabrik in Blankenstein
Freilichtmuseum nach Umbau Anfang der 2020er
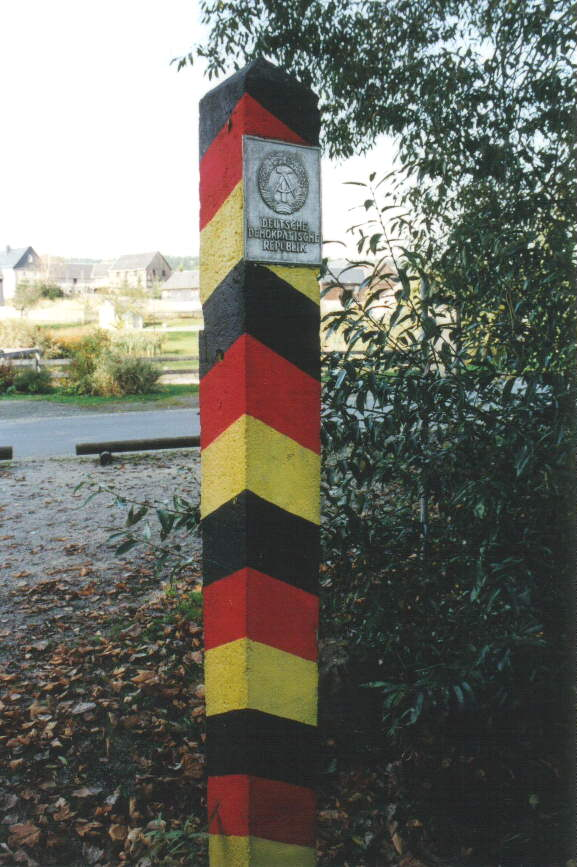
Ehemalige Grenzsäule (2001)
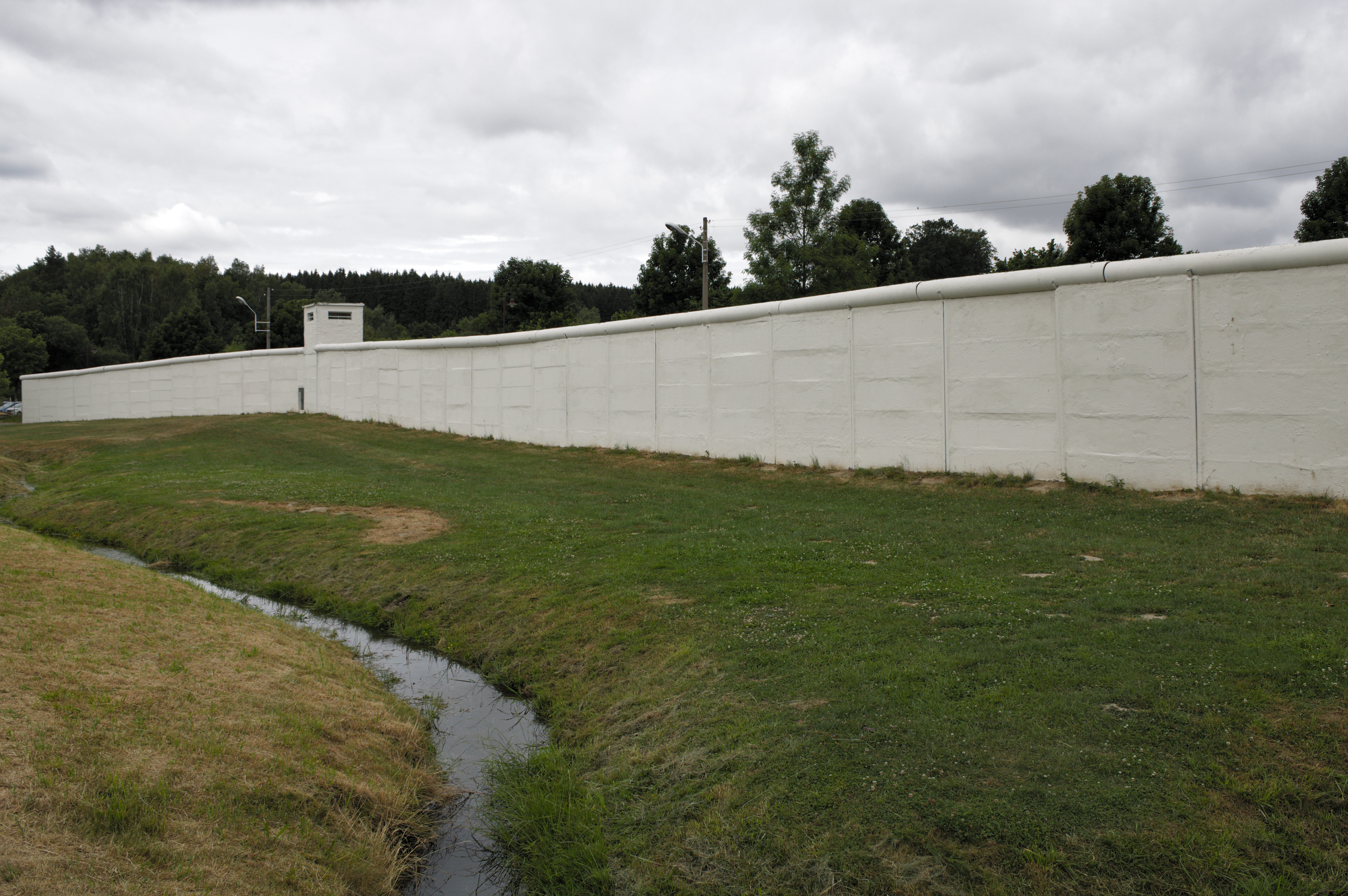
Originalteil der Mauer
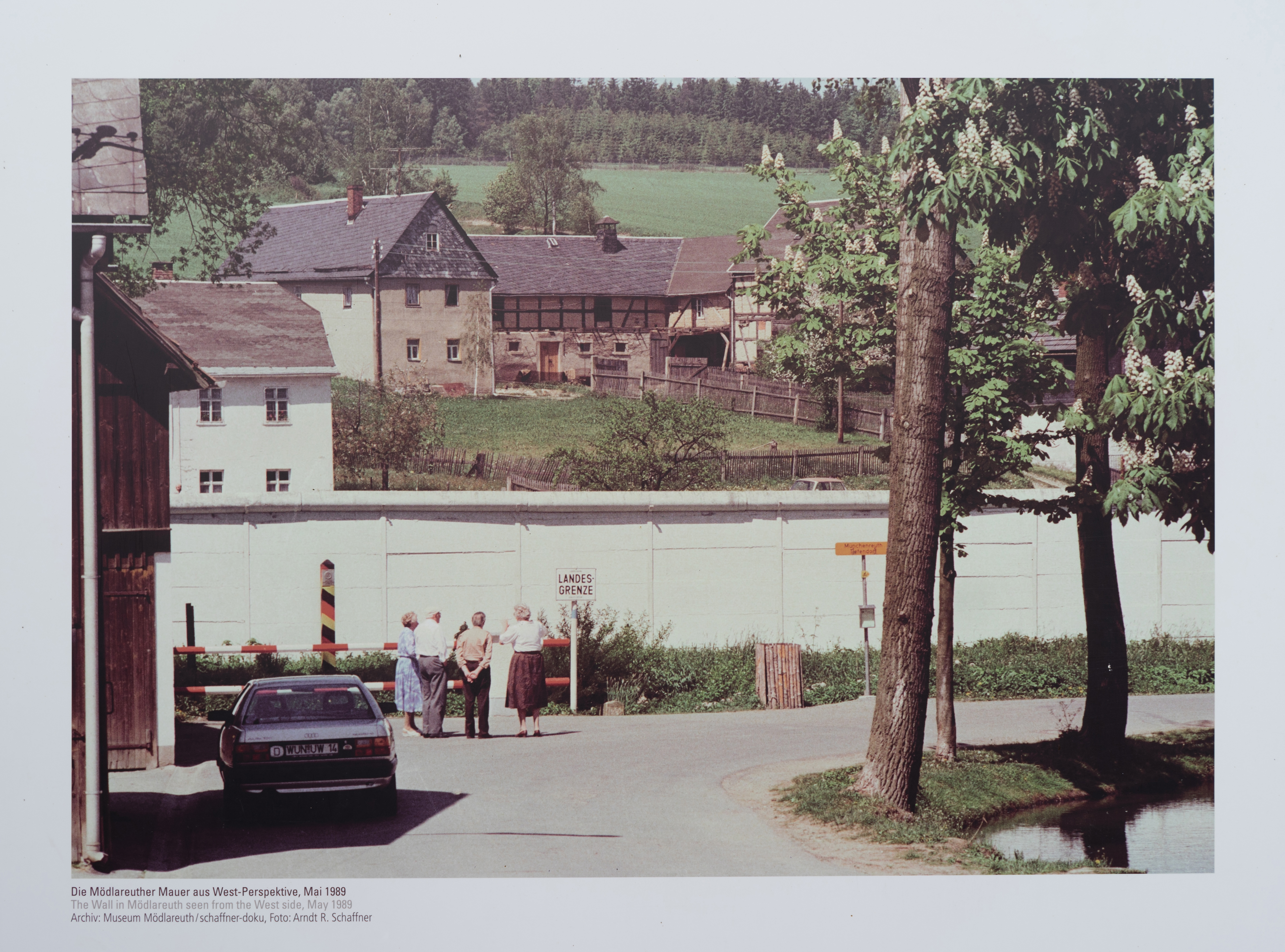
Informationstafel zeigt heute die Situation vor 1989
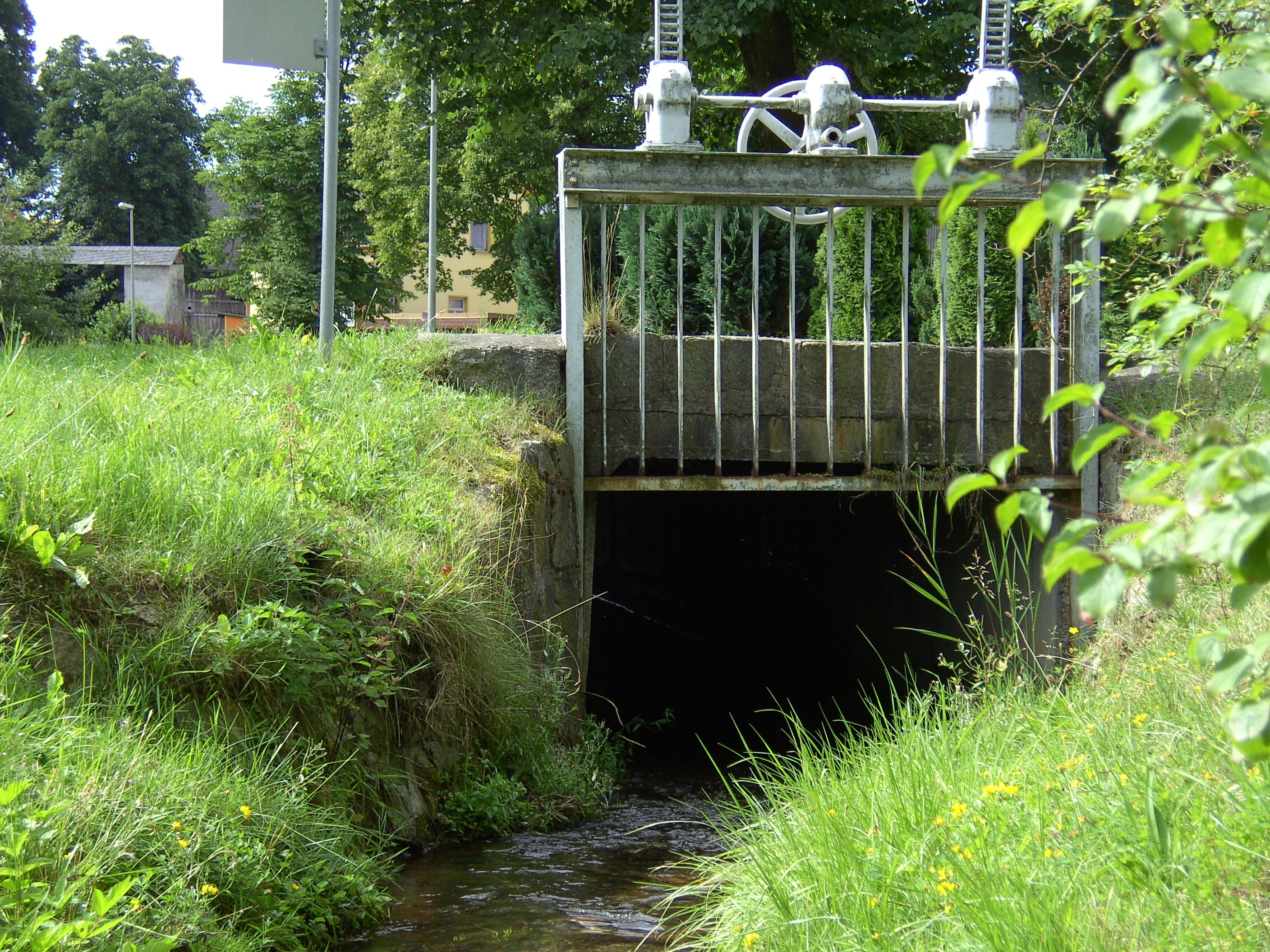
Brücke in der Ortsmitte mit Wassersperre
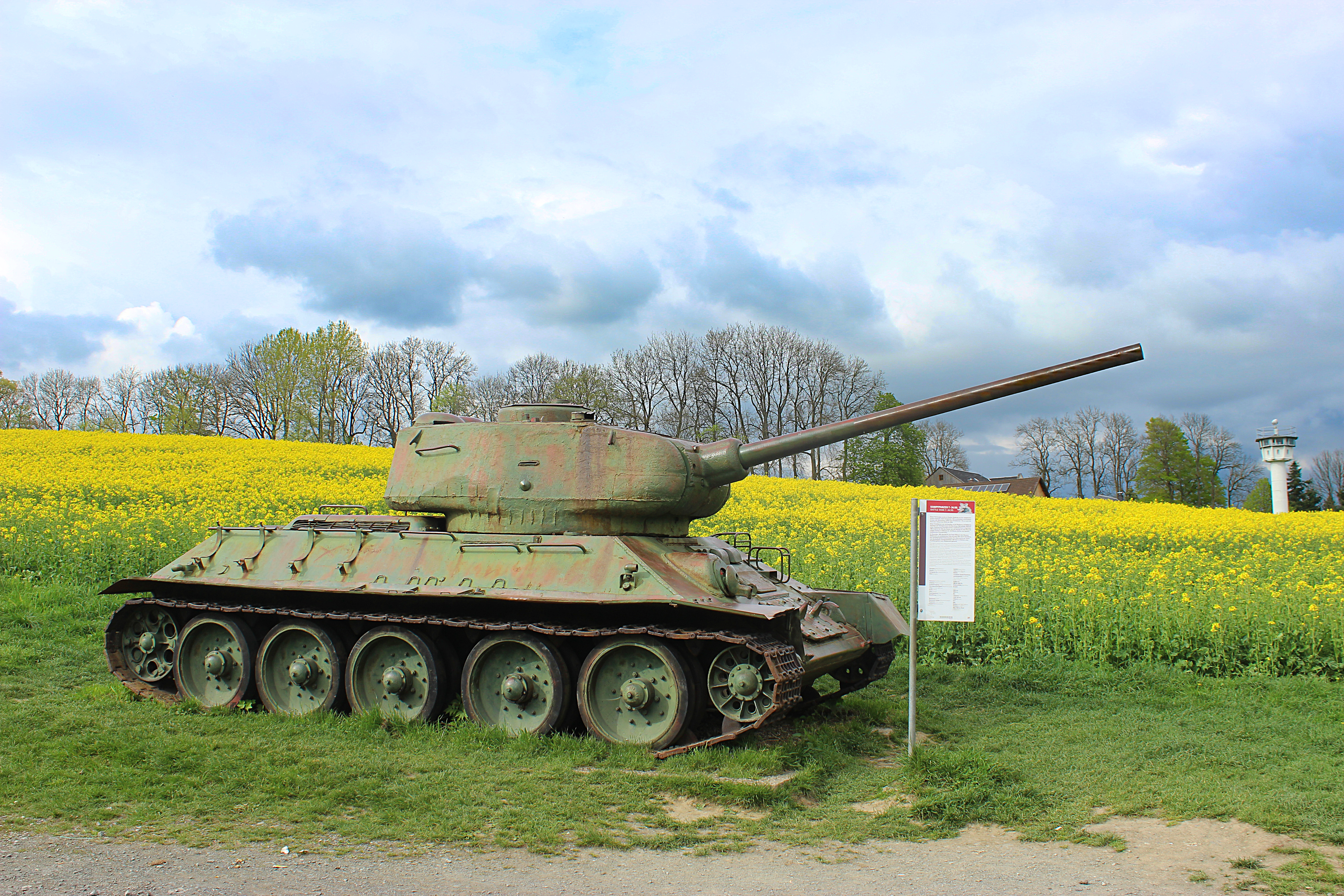
Kampfpanzer T-34/85 der NVA im Freilichtmuseum

Zwar kann man heute wieder ungehindert von einer Hälfte des Dorfes in die andere gelangen, einige Unterschiede sind allerdings geblieben. So existieren – bedingt durch die Zugehörigkeit des Ortes zu zwei Bundesländern, Landkreisen und Gemeinden – unterschiedliche Ortsschilder, Postleitzahlen und Telefonvorwahlen, die Einwohner wählen getrennt und die Kinder besuchen unterschiedliche Schulen.
Auf der bayerischen Seite entstand ein Windpark. Mit der Linie 710 des Verkehrsunternehmens KomBus hat Mödlareuth Anschluss an die Kernstadt Gefell und von da aus an die Städte Schleiz, Hirschberg (Saale), Hof (Saale), Tanna und Plauen.

## Filme
- Himmel ohne Sterne Spielfilm, Deutschland 1955, Regie: Helmut Käutner.
- Halt! Hier Grenze – Auf den Spuren der innerdeutschen Grenze Dokumentarfilm, Deutschland 2005.
- Andreas Kieling: Mitten im wilden Deutschland (1/5). Dokumentarfilm, Deutschland 2009.
- Tannbach – Schicksal eines Dorfes Historienfilm, Deutschland/Tschechien 2014, Regie: Alexander Dierbach. Dreiteilige ZDF-Erstausstrahlung am 4., 5. und 7. Januar 2015.
- Tannbach – Die Dokumentation Dokumentarfilm, Deutschland 2014. ZDF-Erstausstrahlung am 4. Januar 2015.
- Tannbach II Historienfilm, Deutschland/Tschechien 2017, Regie: Alexander Dierbach. ZDF-Dreiteiler, Erstausstrahlung am 8., 10. und 11. Januar 2018.
- Ballon Spielfilm, Deutschland 2018, Regie: Michael Herbig.